# Adam Rippon
Adam Richard Rippon (Scranton, 11 november 1989) is een Amerikaans voormalig kunstschaatser. Rippon vertegenwoordigde zijn vaderland op de Olympische Winterspelen 2018 in Pyeongchang. Hij werd er tiende bij de mannen en won er de bronzen medaille met het team. Rippon werd in 2008 en 2009 wereldkampioen bij de junioren en bemachtigde in 2010 de gouden medaille bij de 4CK.

## Biografie

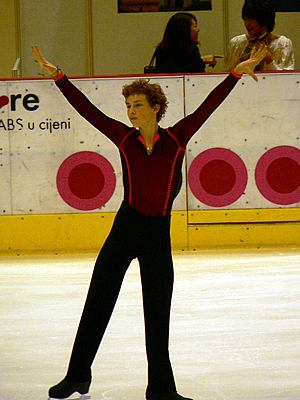
Rippon in 2005

Rippon, de oudste in een gezin van zes kinderen, begon op tienjarige leeftijd met kunstschaatsen. Zijn moeder schaatste al en nam hem eens mee naar de ijsbaan. Rippon vond het leuk en ging op les. Hij werd van 2000 tot 2007 gecoacht door Jelena Sergejeva. Zijn belangrijkste prijs als junior was de zilveren medaille die hij in 2005 op de NK bij de novice won. Vanaf februari 2007 ging hij samenwerken met de Russische coach Nikolaj Morozov.
Onder Morozovs leiding werd Rippon in 2008 wereldkampioen bij de junioren, won hij de Junior Grand Prix-finale en werd hij Amerikaans kampioen bij de junioren. Als eerste junior verbrak hij de 200-puntenbarrière bij de JGP-finale door 203,30 punten te scoren. Eind 2008 beëindigde hij de samenwerking met Morozov en verhuisde hij naar Toronto om te trainen met coach Brian Orser. Rippon prolongeerde in 2009 zijn wereldtitel bij de junioren.
In 2011 keerde hij terug naar de Verenigde Staten en meer coachingswisselingen volgden: via Jason Dungjen (in 2011) naar Rafael Harutjunjan (in 2012). Rippon nam vijf keer deel aan de viercontinentenkampioenschappen en vier keer aan de wereldkampioenschappen. In 2010 won hij goud bij de 4CK. Ondanks de vierde plaats in januari 2018 bij de olympische kwalificatiewedstrijden mocht hij toch - ten koste van zilverenmedaillewinnaar Ross Miner - deelnemen aan de Olympische Winterspelen in Pyeongchang. Hier werd hij tiende bij de mannen en won hij brons met het team.
Rippon is openlijk homoseksueel en is een van de voorvechters van gelijke rechten voor homo's en hetero's. Hij won in 2018 met zijn danspartner Jenna Johnson het zesentwintigste seizoen van het Amerikaanse televisieprogramma Dancing with the Stars.
Hij bevestigde in november 2018 dat hij zijn kunstschaatscarrière had beëindigd.

## Belangrijke resultaten
| Kampioenschap                | 05/06 | 06/07 | 07/08 | 08/09 | 09/10         | 10/11         | 11/12         | 12/13         | 13/14         | 14/15         | 15/16         | 16/17         | 17/18         |
| ---------------------------- | ----- | ----- | ----- | ----- | ------------- | ------------- | ------------- | ------------- | ------------- | ------------- | ------------- | ------------- | ------------- |
| Olympische Spelen            |       |       |       |       |               |               |               |               |               |               |               |               | 10e · (team)  |
| Wereldkampioenschap          |       |       |       |       | 6e            |               | 13e           |               |               | 8e            | 6e            |               | t.z.t.        |
| Viercontinentenkampioenschap |       |       |       |       | Goud          | 5e            | 4e            | t.z.t.        | 8e            | 10e           |               |               |               |
| Grand Prix-finale            |       |       |       |       |               |               |               |               |               |               |               | 6e            | 5e            |
| Nationaal kampioenschap      |       |       |       | 7e    | 5e            | 5e            | Zilver        | 5e            | 8e            | Zilver        | Goud          | t.z.t.        | 4e            |
| WK junioren                  |       |       | Goud  | Goud  | geen deelname | geen deelname | geen deelname | geen deelname | geen deelname | geen deelname | geen deelname | geen deelname | geen deelname |
| Junior Grand Prix-finale     |       |       | Goud  |       | geen deelname | geen deelname | geen deelname | geen deelname | geen deelname | geen deelname | geen deelname | geen deelname | geen deelname |
| NK junioren                  | 11e   | 6e    | Goud  |       | geen deelname | geen deelname | geen deelname | geen deelname | geen deelname | geen deelname | geen deelname | geen deelname | geen deelname |

t.z.t. = trok zich terug
- Library of Congress Control Number: no2018041114
- Virtual International Authority File: 1752152331599003260008
- WorldCat: E39PBJqQCm9mbpkX9M79rwYVmd